# 沃夫巴西夫卡
49°39′27″N 33°17′18″E / 49.65750°N 33.28833°E
沃夫巴西夫卡（烏克蘭語：Бовбасівка），是烏克蘭中部的村莊，隸屬波爾塔瓦州的盧布尼區。該村處於霍羅爾河左岸，分別距離庫皮基1公里和特羅伊尼亞基2.5公里，海拔高度90米，2001年人口366。